# Hjortensbergskyrkan
Hjortensbergskyrkan är en frikyrklig kyrkobyggnad i stadsdelen Isaksdal i Nyköpings kommun. 
Kyrkan var ursprungligen en gemensam kyrka för tre frikyrkoförsamlingar. Hjortensbergs frikyrkoförsamling i Nyköping grundades 1973 och tillhör numera Equmeniakyrkan.

## Kyrkobyggnaden
Kyrkan ritades av arkitekt Henry Haubro-Nielsen och invigdes första advent 1973.